# Paramantis prasina
Paramantis prasina är en bönsyrseart som beskrevs av Jean Guillaume Audinet Serville 1839. Paramantis prasina ingår i släktet Paramantis och familjen Mantidae. Inga underarter finns listade i Catalogue of Life.